# 永久刪除 (電視劇)
《永久刪除》（英語：Delete）是一部2023年开播的Netflix原创泰国惊悚悬疑剧集，由柏德潘·王般执导制作，纳特·奇查理（Nat）、萨里卡·塞思苏帕（Fa）、纳塔拉·诺帕卢塔亚朋（Ice）、茱蒂蒙·琼查容苏因（Aokbab）、金杰特·瓦塔纳辛（Jaonaay）、瓦西塔·赫尔梅瑙（Charlette）等人領銜主演，为Netflix于2022年10月11日宣布即将上架6部全新泰国电视剧、电影作品的其中之一。
此剧由Netflix与GDH联合制作，2022年10月11日在暹罗广场中心举行的“Tee Thai Tee Mun”新闻发布会上发布先导预告片并公布主要演员阵容。

## 剧情简介
在面对一个错综复杂的故事和充满秘密的感情中，如果你可以从你的生活中删除一个人，你会怎么利用它？你敢用吗？如果敢的话，那你会选择谁？

## 演员阵容
- 纳特·奇查理（Nat）飾演 艾姆·阿希特·塔曼尼特（Aim Arthit Thammanit）：作家，歐恩的丈夫，莉莉的外遇對象
- 萨里卡·塞思苏帕（Fa）飾演 莉莉（Lilly）：全名拉莉妲·翁魯洛（Lalita Wongroongroj），圖的妻子，艾姆的外遇對象
- 纳塔拉·诺帕卢塔亚朋（Ice）飾演 圖（Too）：全名堤頂·翁魯洛（Thiti Wongroongroj），社交名人，魯洛農場的經營者，莉莉的丈夫
- 茱蒂蒙·琼查容苏因（Aokbab）飾演 歐恩（Orn）：艾姆的女友
- 瓦西塔·赫尔梅瑙（Charlette）飾演 瓊恩（June）：全名賈琳·波恩·翁魯洛（June Wongroongroj），圖的妹妹，偷竊犯
- 金杰特·瓦塔纳辛（Jaonaay）飾演 桐恩（Tong）：瓊恩的同學

## 集數

### 影集概覽
| 季數 | 集数 | 集数 | 上線日期      | 上線日期      |
| ---- | ---- | ---- | ------------- | ------------- |
| 1    | 8    | 8    | 2023年6月28日 | 2023年6月28日 |

### 第1季（2023年）
| 總集數 | 集數 （季） | 標題           | 導演 | 編劇 | 上線日期      |
| ------ | ----------- | -------------- | ---- | ---- | ------------- |
| 1      | 1           | 永久刪除：愛情 | 待定 | 待定 | 2023年6月28日 |
| 2      | 2           | 永久刪除：信任 | 待定 | 待定 | 2023年6月28日 |
| 3      | 3           | 永久刪除：虛假 | 待定 | 待定 | 2023年6月28日 |
| 4      | 4           | 永久刪除：仇恨 | 待定 | 待定 | 2023年6月28日 |
| 5      | 5           | 永久刪除：真相 | 待定 | 待定 | 2023年6月28日 |
| 6      | 6           | 永久刪除：痛苦 | 待定 | 待定 | 2023年6月28日 |
| 7      | 7           | 永久刪除：憤怒 | 待定 | 待定 | 2023年6月28日 |
| 8      | 8           | 永久刪除：秘密 | 待定 | 待定 | 2023年6月28日 |